# 阿拉善点地梅
阿拉善点地梅（学名：Androsace alaschanica）为报春花科点地梅属下的一个种。

## 扩展阅读
維基物種上的相關：阿拉善点地梅